# 황조강토

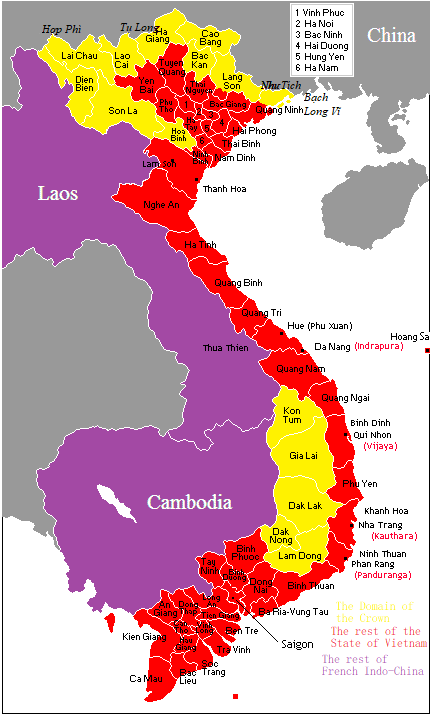
1950~1954년 사이의 황조강토 (노란색 지역)

황조강토(베트남어: Hoàng triều Cương thổ; 한뜨: 皇朝疆土; Domaine de la Couronne)는 응우옌 왕조에서 원래 킨족이 다수를 차지하지 못한 보호국과 공국이었다가, 나중에 베트남국의 행정 단위가 된 지역에 대한 지정학적 개념이다. 1950년 4월 15일 정식으로 성립되었다. 황조강토 지역에서는 국장(國長) 바오다이가 여전히 공식적으로 그리고 법적으로 "응우옌 왕조의 황제" 칭호를 가졌다.
황조강토는 프랑스령 인도차이나에 대한 프랑스의 이익을 보존하고, 프랑스 식민지와 원주민 통치자의 영향력을 보존하면서 킨족의 이민을 이 지역에서 제한하기 위해 설립되었다.
1954년 제네바 회담 이후, 북부 베트남에 있던 황조강토가 베트남 민주 공화국(越盟)에 양도되어 상당한 영토를 잃었고, 남부 베트남에 있던 황조강토 역시 1955년 3월 11일, 응오딘지엠 총리는 바오다이 국가원수의 권한을 축소할 목적으로 폐지하고, 프랑스인들은 이 지역을 베트남국에 병합시켰는데 이 지역들은 이후 남베트남의 중부 고원 지방이 된다.

## 배경

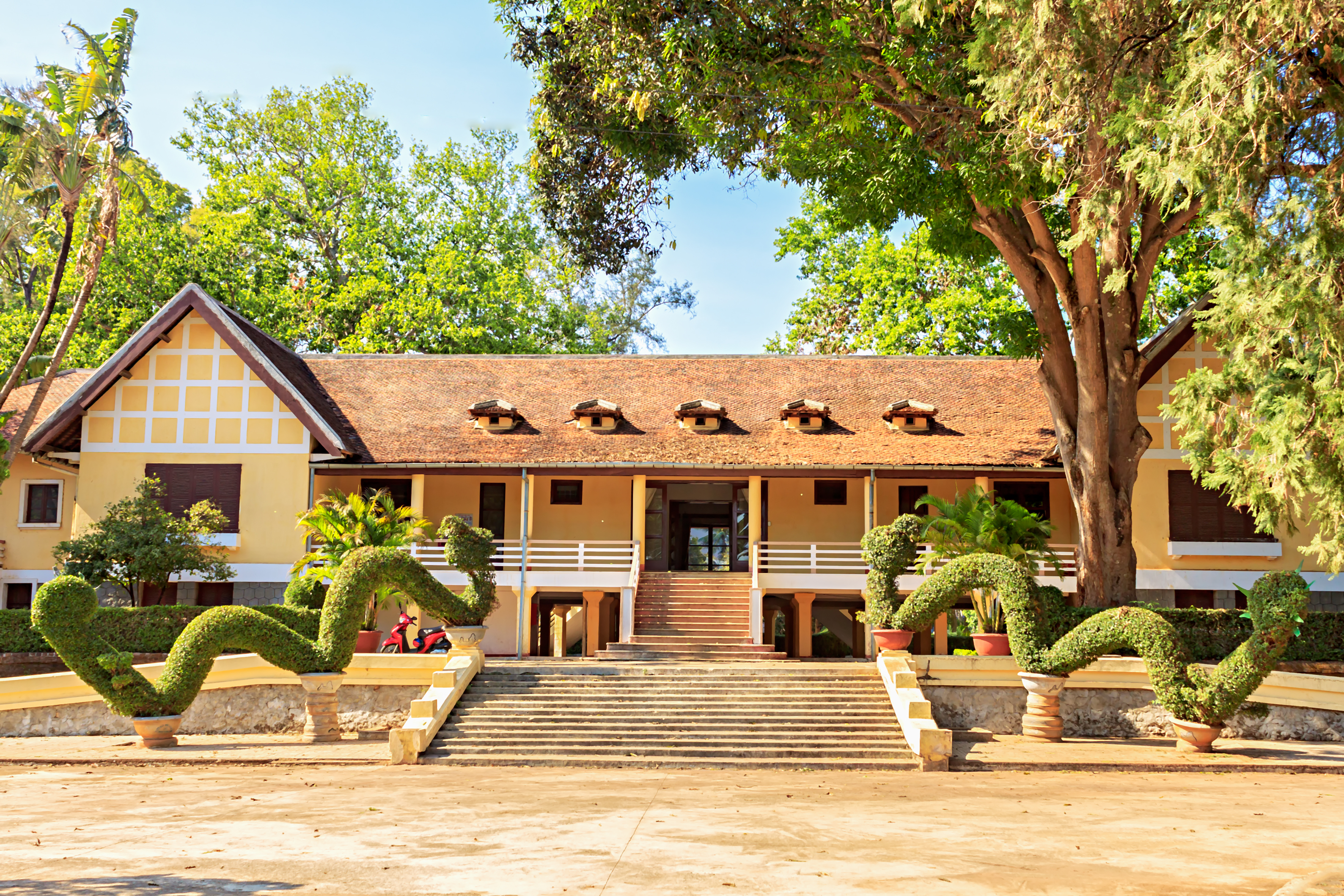
닥락성의 "바오다이 빌라". 바오다이 국장(國長)이 황조강토 안에서 갖고 있던 여러 저택들 중 하나

응우옌 왕조 시기(1802년~1945년) 소수민족들은 자치를 유지했고, 부족 사회와 공국은 비공식적으로 분리된 "황조강토"의 일부였다.

## 설립

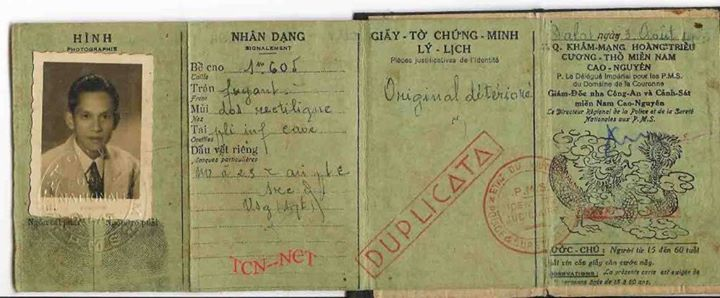
황조강토 거주자에게 발급된 신분증('Giấy căn-cớc'). 이 신분증들은 베트남의 다른 시민들에게 발급된 것들과는 별개였다. 15세에서 60세 사이의 모든 황조강토 주민들은 이 신분증을 소지해야 했다.

1949년 5월 30일, 프랑스는 중앙 고지를 관리하는 권한을 남인도차이나 몽타냐르 국가로부터 베트남 임시 중앙 정부에 위임했다. 1950년 4월 15일, 바오다이 국장(國長)은 Dụ số 6/QT/TG를 통해 중앙 고원을 베트남국 중앙 정부로부터 분리하고 '황조강토'를 왕실령으로 하는 특별 행정 체계를 설립했다. 남인도차이나 몽타냐르 국가는 "남부 고원 지방 황조강토"(Domaine de la couronne du pays montagnards du Sud), 혹은 PMS로 개칭되었다. 황조강토 지역에서, 바오다이는 국장(國長, Quốc trưởng) 칭호와 황제(皇帝, Hoàng Đế) 칭호를 겸하였다. 황조강토는 중부 베트남(Trung phần)에서 5개 성(省), 북부 베트남(Bắc phần)에서 11개 성(省)에 해당했다. 하지만 실권은 프랑스의 안남 총독(Khâm sứ Trung Kỳ, Resident-Superior of Annam)이 가지고 있었다.
뱅상 오리올 프랑스 대통령과 베트남국 간의 협정에 따르면, 프랑스가 남인도차이나의 몽타냐르 국가에 대한 지배권을 베트남인들에게 양도한 후에, 소수 민족의 자치적 지위는 별도의 규제의 대상이 될 것이며, 프랑스 정부로부터 특별한 보호를 계속 받게 될 것이었다. 따라서 법을 공포할 때 베트남 정부가 이를 통과시키기 위해서는 프랑스의 동의가 있어야 한다. 중부 고원 지역의 황조강토는 베트남국의 대표가 아닌 프랑스의 특별 대표를 통해 계속 관리되었다.
오리올 대통령이 쓴 편지에 따르면, 소수민족이 거주하는 지역은 베트남국에 속하기보다는 '안남 황제의 사유지'로 봐야 한다고 했다. 호앙뜨랑미엔이 쓴 책 "Cựu hoàng Bảo Đại"에 따르면, 황조강토은 바오다이의 황태후인 단휘황태후(Đoan Huy Hoàng Thái Hậu, 端徽皇太后)의 "글쎄, 언젠가, 우리 모녀는 이 나라에 살 땅이 없을 거야!"라는 한탄에 대한 반응으로 만들어졌다고 한다. 바오다이는 자신의 회고록에서, 소수 민족의 땅은 응우옌 왕조의 황실에 의해 직접 관리되는 것이 아니며 베트남의 통일을 돕기 위해 국가 원수에게 할당될 수 있다고 주장한 파리의 레옹 피뇽에 의해 제안되었다고 썼다. 바오다이는 자신이 소수민족 부족들의 발전을 돕고 영토의 평화로운 환경을 즐길 수 있다고 믿었기 때문에 이 제안을 받아들였다고 주장했다.
Dụ số 6/QT/TG는 또한 중부 고원 지대의 달랏을 황조강토의 수도로 지정했다. 달랏은 특별한 휴양 도시로 만들어졌고, 프랑스인들은 프랑스 식민자들의 향수를 덜어줄 "동양의 유럽식 도시"로 발전하기를 희망했다. 달랏은 1940년대까지 프랑스령 인도차이나의 수도로 만들려는 희망으로 많은 대규모 건축 프로젝트와 함께 야심차게 건설되었다. 바오다이의 귀환으로 달랏은 왕실의 수도로서의 면모를 바꾸게 되었다. 1950년 11월 10일, 보오다이는 람비엔(Lâm Viên)省으로부터 도시의 행정을 분리하는 "Dụố 4/QT-TG"를 발포하고, 베트남국 국가원수에 의해 시장이 직접 임명되는 "특별읍"(Thánth tháng)의 지위를 부여했다.

## 폐지
1954년 8월 10일, 베트남국 내에서 황조강토의 특별한 지위는 폐지되었다. 1955년 3월 11일, 응오딘지엠 총리는 공식적으로 분리된 독립체로서의 황조강토를 완전히 폐지하는 "Dụsố 21"에 서명했다. 바오다이 국장은 서명된 "Dụsố 21"을 법으로 받아들였고, 황조강토의 나머지 지역들은 공식적으로 베트남국에 합병되었다. 1955년 3월 24일 꼰뚬 행정법원 앞에서 수천 명의 소수민족이 참석한 가운데 바오다이 국장이 공식적으로 4년 11개월 간의 왕국 영토의 존속을 끝낸 선언문을 낭독하는 의식이 열렸다.
황조강토의 폐지 이후, 응오딘지엠은 킨족이 그 지역에 정착하고 그곳에서 자유롭게 사업을 할 수 있도록 하는 새로운 정책을 제정했다. 게다가 응오딘지엠은 고원 지대에 있어서 킨족의 이익을 제한하는 프랑스와 응우옌 왕조 시대의 많은 구체적인 규제들을 폐지했다.

## 같이 보기
- 몽타냐르 (베트남)